# Sonata para piano n.º 3 (Beethoven)

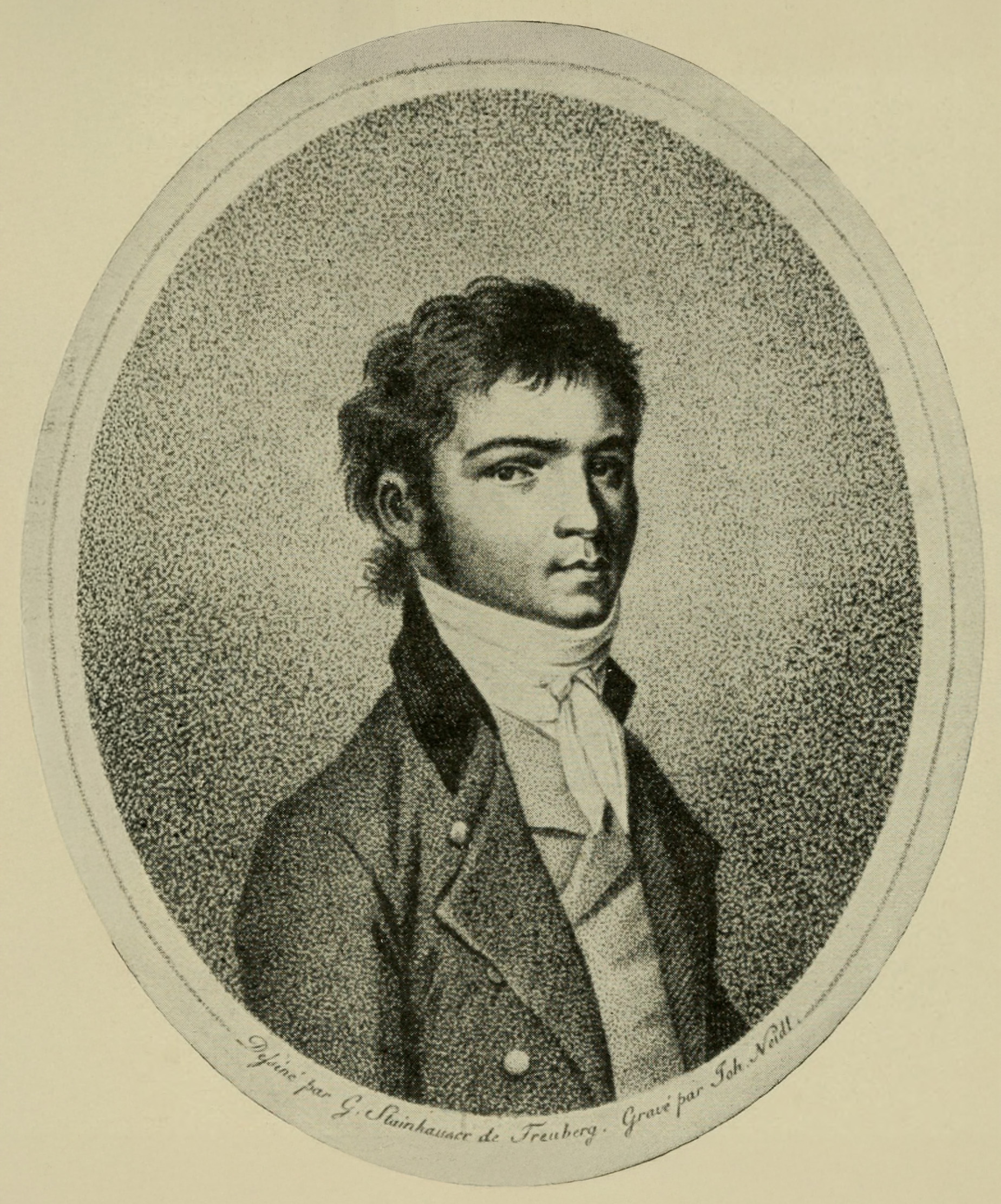
Beethoven en 1796.

La sonata para piano n.º 3 en do mayor, Op. 2 n.º 3 fue compuesta por Ludwig van Beethoven entre 1794 y 1795. Junto con el resto de las sonatas Op. 2, está dedicada a Joseph Haydn.

## Historia

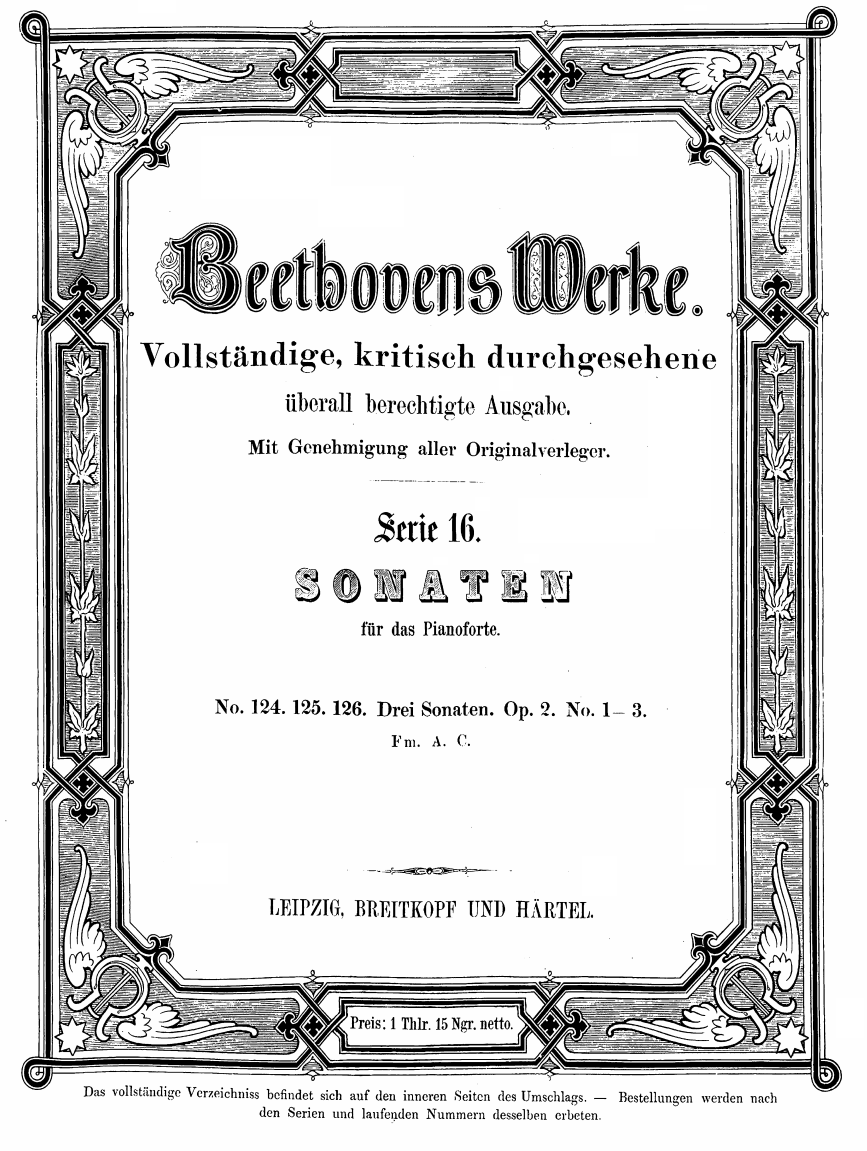
Portada de la edición de 1862 del Op. 2 (Breitkopf & Härtel).

### Composición
Las tres sonatas para piano que conforman el Opus 2 son las Sonatas n.º 1, n.º 2 y n.º 3. La composición del conjunto se desarrolló entre 1794 y 1795, tomando prestado material del Cuarteto para piano n.º 3 en do mayor, WoO 36 del propio Beethoven, que fue compuesto una década antes, en 1785. El Op. 2 forma parte de las primeras páginas significativas de Beethoven, que tenía entonces veinticinco años. La primera sonata del conjunto pese a que fue publicada y está numerada como la primera de sus 32 sonatas para piano, no es la más temprana. Entre 1782 y 1783, cuando Ludwig todavía vivía en Bonn, ya había compuesto tres pequeñas sonatas, conocidas con el nombre de Kurfürstensonaten, WoO 47 (Sonatas al elector), dedicadas al elector de Colonia. También había compuesto antes las Sonatas n.º 19 y n.º 20.

### Estreno y publicación
El estreno de estas piezas se celebró en otoño de 1795 en la casa del príncipe Carl Lichnowsky, con la asistencia de Haydn. La primera publicación de las piezas fue llevada a cabo por la editorial Artaria en marzo de 1796 en Viena. Esta casa editorial se había ganado un prestigio considerable editando numerosas creaciones de Haydn y Mozart. Según la inscripción en la portada de la primera edición de cada una de las tres sonatas se incluye el clavecín como un posible instrumento en el que interpretar las piezas. No obstante, las evidencias históricas muestran a Beethoven centrando su vida musical en torno al piano vienés. Otro aspecto indicativo de la preferencia del piano para estas obras es que en la partitura se incluyen indicaciones de cambios de dinámica y acentos, que resultarían imposibles de ejecutar en el clave.

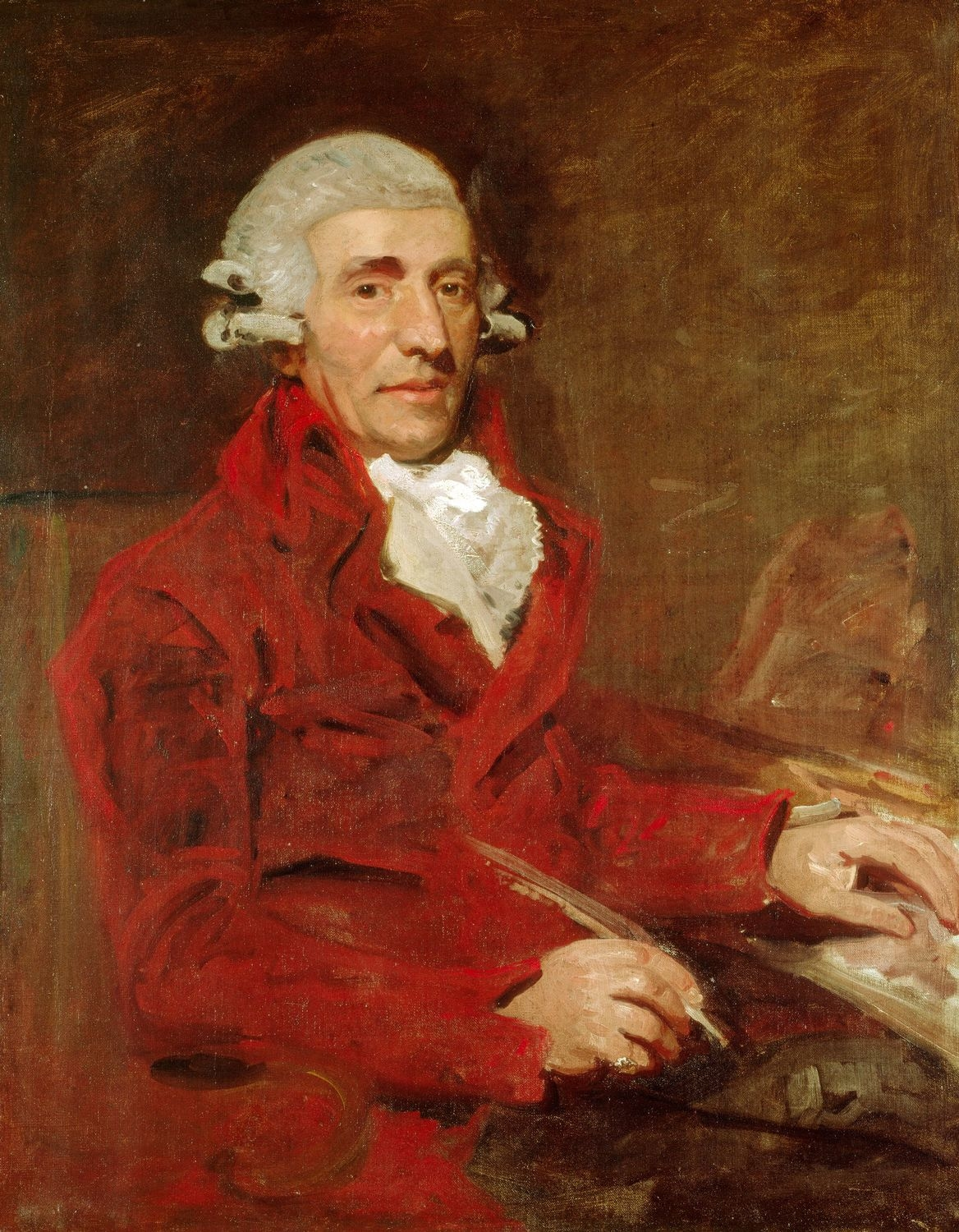
Joseph Haydn, dedicatario de la pieza, en 1791.

La dedicatoria que figura en la partitura impresa del Opus 2 es para a su maestro Franz Joseph Haydn. En 1792 Beethoven se trasladó a Viena para estudiar composición y contrapunto con Haydn, con quien se formó durante sus dos primeros años en la capital austriaca desde noviembre de 1792 hasta enero de 1794. Cuando se publicaron sus primeras sonatas para piano, Beethoven ya no era un alumno sino un compositor reputado y un pianista virtuoso de renombre, sobre todo tras su primera y única gira de conciertos por Praga, Dresde, Leipzig y Berlín. Haydn además de enseñarle composición, también introdujo al joven compositor en sociedad. En diciembre de 1795 le invitó a tocar un recital de piano solo en uno de sus conciertos, lo cual supuso una gran oportunidad para él. No había mejor manera de darse a conocer, puesto que Haydn era uno de los más grandes compositores vivos. Actuar en uno de sus conciertos como solista interpretando su propia música era un honor enorme y también una muestra del respeto que sentía Haydn por Beethoven. Cuando Beethoven dedicó sus tres primeras sonatas para piano a Haydn sólo tres meses después, demostró su gratitud por el apoyo público de Haydn.

## Estructura y análisis
La sonata consta de cuatro movimientos:
- I. Allegro con brio, en do mayor 4
4
- II. Adagio, en mi mayor 2
4
- III. Scherzo. Allegro, en do mayor – Trio en la menor 3
4
- IV. Allegro assai, en do mayor 6
8

La interpretación de esta obra dura aproximadamente 25 minutos. Se trata de una sonata tradicional de tempo rápido-lento-rápido. En contraposición con las sonatas n.º 1 y n.º 2, que tienen tendencias a la música de cámara y al virtuosismo pianístico, la n.º 3 presenta una naturaleza orquestal. Es decir, se le podría asignar fácilmente a cada instrumento de la orquesta los sonidos adecuados.

### I.Allegro con brio
El primer movimiento, Allegro con brio, está escrito en la tonalidad de do mayor, en compás de 4/4 y sigue la forma sonata. Se trata de una adaptación del primer movimiento de su Cuarteto para piano n.º 3 en do mayor de 1785. Es el más largo de los cuatro. El tema principal de la exposición comienza con un período basado en un trino sobre la tercera do - mi que se repite tres veces. Este primer motivo estará siempre presente, aún en los tres movimientos restantes.

«Se puede pensar a los dos primeros compases del primer movimiento como un motivo germinal. Estos dos compases son como pequeñas baterías eléctricas que alimentan con energía a toda la obra.»
 — Armin Knab.

A este primer breve motivo le sigue una completa explosión que se inicia en "subito fortissimo" y que termina como comenzó, con un abrupto final en fortissimo. Estos giros inesperados son típicos de Beethoven. Se podría incluso pensar que él quería sorprender al público (comparar con: Haydn, La sorpresa). El tema principal se extiende hasta el compás 26. 

Luego de dos cuartos de pausa (para Beethoven los silencios son tan importantes como las notas) se inicia una frase en modo menor de 12 compases, un tema expresivo y lírico, que es al mismo tiempo el puente. Aquí se logran nuevos efectos orquestales. Las 16 notas siguientes son comparables con un solo de piano sobre un tutti orquestal representado por los acordes de la mano izquierda. Le sigue el segundo tema en sol mayor, que lleva al final de la exposición y que concluye con los motivos conocidos y figuras compuestas por octavas. Al breve desarrollo le sigue una aparente reexposición en re mayor, tonalidad que será corregida mediante una larga modulación hasta alcanzar la tónica. Allí mismo comienza la verdadera recapitulación. La coda, que conduce al final, es precedida por una cadencia que intenta alcanzar la tónica, y, de nuevo, el final está marcado por las figuras compuestas por octavas.

### II.Adagio
El segundo movimiento, Adagio, está escrito en mi mayor y en compás de 2/4. A primera vista, este no tiene relación alguna con el primer movimiento ni con el resto de la sonata. Luego de una recapitulación, vuelve el tema, y una coda de seis compases que finaliza el movimiento en pianissimo.

### III.Scherzo. Allegro
El tercer movimiento, Scherzo. Allegro, está escrito en do mayor, en compás de 3/4 y formalmente se trata de un minueto con trío. Entre los compases 33 y 39 surge un conflicto con la pregunta nach den Tönen „as“ oder „a“ statt. Parece que el tono menor va a vencer, pero en el último compás triunfa el do mayor. A esta primera parte jocosa le sucede un trío más profundo y enérgico en la menor. Finalmente, el movimiento termina con la repetición del scherzo y la coda, que nuevamente contrasta con el resto.

### IV.Allegro assai
El cuarto y último movimiento, Allegro assai, está escrito en do mayor, en compás de 6/8 y sigue la forma rondó-sonata.

## Recepción de la obra
La acogida de las obras del Op. 2 por parte de la crítica y el público fue calurosa. Por su parte, Haydn fue algo menos complaciente y al parecer, tras la interpretación de las sonatas, comentó: "no le falta talento, pero aún le falta instruirse".[cita requerida] Algunos estudiosos señalan que las relaciones entre los dos músicos no eran muy fluidas y que había cierta tensión puesto que al maestro no le gustaba el audacia y la indisciplina de su alumno.
En palabras del musicólogo Donald Tovey "la segunda sonata es impecable en su ejecución y totalmente fuera del alcance de Haydn y Mozart en pensamiento armónico y dramático, excepto en el Finale." 